# Stefan George
Stefan Anton George (ur. 12 lipca 1868 w Büdesheim, dzisiaj dzielnica Bingen am Rhein, zm. 4 grudnia 1933 w Minusio koło Locarno) – niemiecki poeta i filozof, przedstawiciel symbolizmu i estetyzmu; początkowo również parnasista. Głosiciel koncepcji poesie pure (poetyki czystego zapisu Arthura Rimbauda) oraz l'art pour l'art na gruncie literatury niemieckiej. Inspirował się liryką romantyzmu, francuskim symbolizmem spod znaku Stéphane’a Mallarmégo i Paula Verlaine’a oraz pracami Friedricha Nietzschego i Arthura Schopenhauera (stworzył nawet syntezę poglądów obu poetów dla zobrazowania ducha narodu niemieckiego). W krąg fascynacji włączał również antyczną Grecję oraz dokonania impresjonistów. Wyrażał wolę mocy i doniosłość ludzkiej natury, jak np. w wierszu Frauenlob:
U studzien, gdy zachód szarzeje czy wschód,

 Przy srebrnym dźwięku śmiechów i wód,

 Przez życie pełne ciemnego męczeństwa,

 Przez całe życie na trud wytrzymały,

 Byłem heroldem waszego dostojeństwa,

 Byłem śpiewakiem waszej chwały.
Poezja Georgego stanowiła ważny pomost między tradycją XIX-wieczną a niemieckim modernizmem.
Stefan George był autorem poematu Algabal nawiązującego do życia cesarza rzymskiego Heliogabala. Efektem publikacji utworu były oskarżenia Georgego o skłonności homoseksualne. Do takiego wniosku powadzić mógł również cykl erotyków, które autor dedykował swojemu przyjacielowi, również poecie – Maximilianowi Kronbergerowi. Związek poetyckich obrazów Georgego z jego orientacją seksualną był w późniejszym czasie szeroko dyskutowany przez krytyków literackich. 
Inne znane dzieła Georgego to Siódmy krąg (Der Siebente Ring), Księga wiszących ogrodów (Das Buch Der Hängenden Gärten), Kobierzec życia (Der Teppich Der Lebens) czy Rok duszy (Das Jahr Der Seele).
Melodyjna, polifoniczna poezja Georgego silnie inspirowała muzykę romantyzmu, zwłaszcza drugą szkołą wiedeńską w jej ekspresjonistycznym okresie.
Tłumaczył na język niemiecki dzieła Dantego, Szekspira i Baudelairea. Przyjaźnił się z elitą literacką tamtych czasów (Stéphane Mallarmé, Hugo von Hofmannsthal), promując i wprowadzając w środowisko artystyczne niektóre późniejsze sławy (Friedrich Gundolf, Ludwig Klages). George miał znaczny wpływ na poglądy Clausa von Stauffenberga, z którym poznał się w roku 1923.
Na język polski tłumaczyli go: Wacław Rolicz-Lieder, który był najbliższym przyjacielem Georgego, Jarosław Iwaszkiewicz, Stefan Napierski, Robert Stiller czy Ludwik Maria Staff.

## Publikacje
- Hymnen (1890)
- Pilgerfahrten (1891)
- Algabal (1892)
- Schwarze Rappen (1893)
- Mein Garten (1894)
- Das Jahr der Seele (1897) tekst:
- Der Teppich des Lebens und die Lieder von Traum und Tod (1900) tekst:
- Die Fibel (1901)
- Tage und Taten (1903)
- Der siebente Ring (1907)
- Der Stern des Bundes (1914) tekst:
- Der Krieg (1917)
- Drei Gesaenge: An die Toten, Der Dichter in Zeiten der Wirren, Einem jungen Führer im ersten Weltkrieg (1921)
- Das neue Reich

## Opracowania
- Hella Tiedemann-Bartels: Versuch über das artistische Gedicht. Baudelaire, Mallarmé, George. München: Ed. Text und Kritik 1990.
- Claus Victor Bock: Besuch im Elfenbeinturm. Reden, Dokumente, Aufsätze. Würzburg: Königshausen u. Neumann 1990. (= Poesie und Philologie; 2)
- Wolfgang Braungart: Ästhetischer Katholizismus. Stefan Georges Rituale der Literatur. Tübingen: Niemeyer 1997. (= Communicatio; 15)
- Stefan Breuer: Ästhetischer Fundamentalismus. Stefan George und der deutsche Antimodernismus. Darmstadt: Primus-Verl. 1996.
- Stefan George. München: Ed. Text und Kritik. (= Text + Kritik; H. 168)
- Stefan George. Werk und Wirkung seit dem „Siebenten Ring”, hrsg. v. Wolfgang Braungart. Tübingen: Niemeyer 2001.
- Stefan-George-Bibliographie 1976-1997. Mit Nachträgen bis 1976. Auf der Grundlage der Bestände des Stefan-George-Archivs in der Württembergischen Landesbibliothek, bearb. v. Lore Frank u. Sabine Ribbeck. Tübingen: Niemeyer 2000.
- Günter Heintz: Stefan George. Studien zu seiner künstlerischen Wirkung. Stuttgart: Hauswedell 1986. (= Schriften zur Literatur- und Geistesgeschichte; 2)
- Friedrich-Wilhelm von Herrmann: Die zarte, aber helle Differenz. Heidegger und Stefan George. Frankfurt am Main: Klostermann 1999.
- Karlhans Kluncker: „Das geheime Deutschland”. Über Stefan George und seinen Kreis. Bonn: Bouvier 1985. (= Abhandlungen zur Kunst-, Musik- und Literaturwissenschaft; 355)
- Rainer Kolk: „Literarische Gruppenbildung. Am Beispiel des George-Kreises 1890-1945.” Tübingen: Niemeyer 1998.
- Werner Kraft: Stefan George. München: Edition Text u. Kritik 1980.
- Georg Kranner: Kraus contra George. Kommentare zu den Übertragungen der Sonette Shakespeares. Wien: WUV-Univ.-Verl. 1994. (= Commentarii; 1)
- Geret Luhr: Ästhetische Kritik der Moderne. Über das Verhältnis Walter Benjamins und der jüdischen Intelligenz zu Stefan George. Marburg: LiteraturWissenschaft.de 2002.
- Joachim Möller: Wagner – Nietzsche – George. Das Ende von Musik, Philosophie, Dichtung. Essen: Verl. Die Blaue Eule 1994. (= Literaturwissenschaft in der Blauen Eule; 13)
- Maximilian Nutz: Werte und Wertungen im George-Kreis. Zur Soziologie literarischer Kritik. Bonn: Bouvier 1976. (= Abhandlungen zur Kunst-, Musik- und Literaturwissenschaft; 199)
- Carol Petersen: Stefan George. Berlin: Colloquium-Verl. 1980. (= Köpfe des XX. Jahrhunderts; 92)
- Michael Petrow: Der Dichter als Führer? Zur Wirkung Stefan Georges im „Dritten Reich”. Marburg: Tectum-Verl. 1995.
- Jens Rieckmann: Hugo von Hofmannsthal und Stefan George. Signifikanz einer „Episode” aus der Jahrhundertwende. Tübingen u.a.: Francke 1997.
- Martin Roos: Stefan Georges Rhetorik der Selbstinszenierung. Düsseldorf: Grupello-Verl. 2000
- Armin Schäfer: Die Intensität der Form. Stefan Georges Lyrik. Köln u.a.: Böhlau 2005.
- Victor A. Schmitz: Stefan George und Rainer Maria Rilke. Gestaltung und Verinnerlichung. Bern: Wild 1978.
- Franz Schonauer: Stefan George. Mit Selbstzeugnissen und Bilddokumenten. 10. Aufl. Rowohlt: Reinbek 2000. (= Rowohlts Monographien; 44)
- Martin A. Siemoneit: Politische Interpretationen von Stefan Georges Dichtung. Eine Untersuchung verschiedener Interpretationen der politischen Aspekte von Stefan Georges Dichtung im Zusammenhang mit den Ereignissen von 1933. Frankfurt am Main u.a.: Lang 1978. (= Europäische Hochschulschriften; Reihe 1, Deutsche Literatur u. Germanistik; 258)
- Werner Strodthoff: Stefan George. Zivilisationskritik und Eskapismus. Bonn: Bouvier 1976. (= Studien zur Literatur der Moderne; 1)
- Frank Weber: Die Bedeutung Nietzsches für Stefan George und seinen Kreis. Frankfurt am Main u.a.: Lang 1989. (= Europäische Hochschulschriften; Reihe 1, Deutsche Sprache und Literatur; 1140)
- Rudolf Wohlleben: Stefan George. Spurensuche für Liebhaber und Lernende. Eine praxisorientierte Einführung ins Literaturmuseum in Bingen. Alf/Mosel: Rhein-Mosel-Verl. 2004.
- Bodo Würffel: Wirkungswille und Prophetie. Studien zu Werk und Wirkung Stefan Georges. Bonn: Bouvier 1978. (= Abhandlungen zur Kunst-, Musik- und Literaturwissenschaft;249)